# Álex Centelles Plaza
Alejandro " Álex " Centelles Plaza (nascut el 30 d'agost de 1999) és un futbolista professional espanyol que juga a la UD Almería com a lateral esquerre.

## Carrera de club
Nascut a València, Centelles es va incorporar a les categories inferiors del València CF als vuit anys, procedent del CF Crack. Després de passar tota la pretemporada de 2017 amb el primer equip, va ser assignat a el filial de la Segona Divisió B el 2 d'agost.
Centelles va debutar amb el sènior el 20 d'agost de 2017, com a titular en una victòria per 2-0 fora de casa contra el Deportivo Aragón. El següent 24 de maig, després de ser una figura omnipresent a l'equip B durant la temporada, va signar un nou contracte fins al 2021.
L'1 de juliol de 2019, Centelles es va incorporar al nouvingut de la Primeira Liga, el FC Famalicão, cedit per un any. Va fer el seu debut com a professional el 14 de setembre, començant com a titular en una derrota a casa per 4–2 contra el FC Paços de Ferreira.
El 2 d'octubre de 2020, Centelles va signar un contracte de dos anys amb la UD Almeria de Segona Divisió.

## Vida personal
El pare de Centelles, José, també era futbolista, i també va jugar amb el València Mestalla.